# Coleophora astericola
Coleophora astericola é uma espécie de mariposa do gênero Coleophora pertencente à família Coleophoridae.